# La Mailleraye-sur-Seine
La Mailleraye-sur-Seine är en kommun i departementet Seine-Maritime i regionen Normandie i norra Frankrike. Kommunen ligger i kantonen Caudebec-en-Caux som tillhör arrondissementet Rouen. År 2018 hade La Mailleraye-sur-Seine 1 940 invånare.

## Befolkningsutveckling
Antalet invånare i kommunen La Mailleraye-sur-Seine
| Referens: INSEE |